# 1204 w literaturze
Wydarzenia literackie w 1204 roku.

## Zmarli
- Majmonides, filozof żydowski